# Isia kennedyi
Isia kennedyi är en fjärilsart som beskrevs av Rothschild 1910. Isia kennedyi ingår i släktet Isia och familjen björnspinnare. Inga underarter finns listade i Catalogue of Life.